# Anne Krigsvoll
Anne Katharine Krigsvoll (Trondheim, 4 februari 1957) is een Noors toneel-, film- en televisieactrice. In 1982 debuteerde zij bij het Nationaal Theater, waar Krigsvoll tot op heden in stukken speelt. Zij maakte haar filmdebuut in 1984 in de film Lars i porten. Vier jaar na haar debuut won Krigsvoll voor haar rol in de televisieserie Av måneskinn gror det ingenting een Amanda award voor beste actrice. In 1994 verscheen haar single Trondhjæm, Trondhjæm (no reise ingen fra dæ) op het album Trondhjæmsvisan 1. In 1999 won Krigsvoll voor haar rol als Idun in het toneelstuk Skammen een Heddapris voor beste podiumprestatie. Vier jaar later won zij een Gammleng-pris voor haar bijdrage aan de filmwereld. Aan deze prijs zat een geldbedrag van 310.000 Noorse kronen, die zij met negen andere winnaars moest verdelen.
Krigsvoll speelde in 2012 en 2013 politieagente Laila Hovland in de in 130 landen verschenen televisieserie Lilyhammer.